# Acer obtusatum
Acer obtusatum är en kinesträdsväxtart. Acer obtusatum ingår i släktet lönnar, och familjen kinesträdsväxter.

## Underarter
Arten delas in i följande underarter:
- A. o. aetnense
- A. o. neapolitanum
- A. o. obtusatum
- A. o. opuloideum